# Henry John Spencer
Henry John Spencer (ur. 20 grudnia 1770, zm. 3 lipca 1795 w Berlinie) – brytyjski polityk i dyplomata.
Jego ojcem był George Spencer, 4. książę Marlborough. Henry John Spencer kształcił się w Eton College i Christ Church w Oxfordzie. W roku 1790 wybrany do parlamentu z okręgu Woodstock. przez krótki czas potem był sekretarzem William Eden, 1. barona Auckland, wówczas brytyjskiego ambasadora w Hadze. Potem (1790) sam przejął jego stanowisko.
W latach 1793–1795 był brytyjskim ambasadorem w Sztokholmie. W 1795 uzyskał stanowisko ambasadora w Berlinie, lecz niedługo pełnił ten urząd. 3 lipca 1795 zmarł w Berlinie w wieku zaledwie 24 lat.